# مارکهام (تگزاس)
مارکهام (به انگلیسی: Markham) یک منطقهٔ مسکونی در ایالات متحده آمریکا است که در شهرستان ماتاگوردا، تگزاس واقع شده‌است. مارکهام ۵٫۹ کیلومتر مربع مساحت و ۱٬۱۳۸ نفر جمعیت دارد و ۱۶ متر بالاتر از سطح دریا واقع شده‌است.